# ? (мініальбом)
? — мініальбом гурту з Лос-Анджелеса Modwheelmood. Альбом записувався без участі лейблів і не має обкладинки.

## Список композицій
| #  | Назва           | Тривалість |
| -- | --------------- | ---------- |
| 1. | «Gravity»       | 2:48       |
| 2. | «Sleep»         | 4:28       |
| 3. | «Anyone»        | 4:33       |
| 4. | «Paranoid»      | 3:36       |
| 5. | «Grow»          | 4:15       |
| 6. | «Trapped in Me» | 3:39       |

## Сайти
- MySpace [Архівовано 6 березня 2012 у Wayback Machine.]
- modwheelmood.com [Архівовано 31 грудня 2007 у Wayback Machine.]
- Кліп на пісню Sleep [Архівовано 8 жовтня 2016 у Wayback Machine.]